# Gällivare-Malmbergets FF
Gällivare-Malmbergets FF (GMFF) bildades 2005 genom ett samgående av de två rutinerade klubbarna Gällivare SK, som har funnits i över 75 år, och Malmbergets AIF som har funnits i över 100 år. Laget bestod i starten av två herrlag, GMFF1 och GMFF2.
GMFF tog den 25 oktober 2014 klivet upp till division 2 Norrland.

## Meriter
- GMFF1 till Div 4, 2005
- GMFF1 till Div 3 , 2006